# Göteborgs IF
El Göteborgs IF fue un equipo de fútbol de Suecia que alguna vez jugó en el Campeonato de Suecia, la primera división de fútbol en el país.

## Historia
Fue fundado en el año 1900 en la ciudad de Gotemburgo tras la fusión de los equipos Göteborgs VK, SK Norden y el IS Lyckans Soldater.
El club ganó el Campeonato de Suecia en el año 1903, en el mismo año en el que ganó la Svenska Mästerskapet, aunque funcionaba como un equipo filial del Örgryte IS. 
El club desaparece en el año 1924, justo un año antes de la aparición de la Allsvenskan.

## Palmarés
- Swedish Champions (1):[1] 1903
- Svenska Mästerskapet (1): 1903